# Aeropuerto de Bluefields

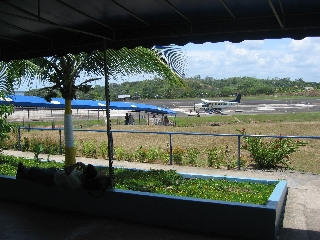
Aeropuerto de Bluefields.

El Aeropuerto de Bluefields es un aeropuerto localizado en la ciudad de Bluefields, en la Región Autónoma de la Costa Caribe Sur, Nicaragua. Recientemente se abrió una nueva terminal. Actualmente está en proceso de certificación para su operación. Fue construido mediante un préstamo FAB con el Reino de España. El aeropuerto cuenta con los servicios de sala de espera para abordaje, revisión de equipaje por equipos de rayos X, Migración, Aduana, apartadero para 4 aeronaves, gota de giro para pernoctas, estacionamiento para 15 vehículos, atención al cliente por parte de las aerolíneas, venta de boletos, envío de encomiendas, reservas. El aeropuerto está aproximadamente a 2 km del centro de la ciudad.

## Aerolíneas domésticas
Vuelos nacionales
| Ciudades       | Nombre del aeropuerto                       | Aerolíneas |
| -------------- | ------------------------------------------- | ---------- |
| Corn Island    | Aeropuerto de Corn Island                   | La Costeña |
| Managua        | Aeropuerto Internacional Augusto C. Sandino | La Costeña |
| Puerto Cabezas | Aeropuerto de Bilwi                         | La Costeña |